# Nina Nováková
Nina Nováková (* 14. března 1954 Brandýs nad Labem-Stará Boleslav) je česká politička, v letech 2013–2017 a od roku 2021 znovu poslankyně Poslanecké sněmovny PČR, v letech 2012– 2014 zastupitelka Středočeského kraje, bývalá členka TOP 09, později nestranička za KDU-ČSL.

## Život
Po absolvování gymnázia v Brandýse nad Labem vystudovala v letech 1973–1978 obor latina-bohemistika na Filozofické fakultě Univerzity Karlovy v Praze (získala titul Mgr.). Následně krátce pracovala na Katedře českého jazyka a literatury Pedagogické fakulty Univerzity Karlovy v Praze. Po revoluci vystudovala na pedagogické fakultě UK obor základy společenských věd. Poté absolvovala kurs etické výchovy a katechetický kurs na KTF UK. V 80. a 90. letech profesionálně zpívala country pod uměleckým jménem „Nina Nová“, vystupovala mimo jiné s Michalem Tučným. Od roku 1993 učila na Gymnáziu J. S. Machara v Brandýse n. Labem, kde také zastávala funkci zástupkyně ředitelky pro výchovnou a vzdělávací činnost školy. Jako koordinátorka školního vzdělávacího programu přispěla k zařazení etické výchovy do učebního plánu školy a vytvořila koncepci předmětu základy humanitní vzdělanosti.
Od roku 2000 spolupracuje Nina Nováková s Českou křesťanskou akademií. Vytvořila koncepci vzdělávacího programu pro seniory „Nestárneme-zrajeme k moudrosti“, který probíhá již poosmé. Je členkou přípravného týmu a moderátorkou festivalu duchovní hudby v podání dětských a studentských sborů Musica Angelica. Pro staroboleslavskou farnost zajišťuje Nina Nováková pravidelnou průvodcovskou službu a podílí se na přípravě Národní svatováclavské pouti. Pro školy vytvořila vzdělávací programu „Tajemství chrámů“.
Angažuje se v České křesťanské akademii, je předsedkyně občanského sdružení Matice staroboleslavská a dále je členkou výboru Panevropské unie Česka, z.s. Deset let se profesionálně věnovala zpěvu zejména v zahraničním angažmá (Německo, Rakousko, Švýcarsko).
Nina Nováková je vdaná za Milana Nováka, má jednoho syna.

## Politické působení
Do politiky vstoupila, když byla v komunálních volbách v roce 2006 zvolena jako nestranička za Sdružení nezávislých kandidátů do zastupitelstva města Brandýs nad Labem-Stará Boleslav. Mandát zastupitelky obhájila i v komunálních volbách v roce 2010, tentokrát už jako členka TOP 09. V září 2011 pak byla zvolena neuvolněnou místostarostkou města. V komunálních volbách v roce 2014 obhájila post zastupitelky města, když vedla kandidátku TOP 09. V obhajobě funkce místostarostky však neuspěla.
Prioritami, které se Nině Novákové podařilo realizovat, jsou vznik městského komunitního centra pro seniory a juniory, zahájení činnosti nízkoprahového denního centra pro osoby ohrožené sociálním vyloučením, zapojení města do Národní sítě zdravých měst, zapojení občanů do městského komunitního plánování, zahájení projektu rodinného Ekoklubu, operativní řešení nedostatku míst v mateřských školách ve spolupráci s neziskovým sektorem, podpora projektů pro matky s dětmi.
Do vyšší politiky se poprvé pokoušela neúspěšně dostat, když v krajských volbách v roce 2008 kandidovala do Zastupitelstva Středočeského kraje jako nestranička za SNK-ED v rámci Koalice pro Středočeský kraj. Uspěla až v krajských volbách v roce 2012 na kandidátce TOP 09 a Starostů pro Středočeský kraj a stala se tak zastupitelkou Středočeského kraje.
Do vzniku TOP 09 nebyla Nina Nováková nikdy členkou žádné strany. Na Celostátním ustavujícím sněmu TOP 09 v roce 2009 byla zvolena členkou výkonného výboru TOP 09. Na 2. celostátním sněmu TOP 09, který se konal v roce 2011 v Hradci Králové, byla opět zvolena členkou výkonného výboru TOP 09.
Zúčastnila se rovněž voleb do Senátu PČR v roce 2010, kdy kandidovala za TOP 09 a STAN v obvodu č. 28 – Mělník. Se ziskem 20,75 % hlasů však skončila na třetím místě a nepostoupila ani do druhého kola.
Ve volbách do Poslanecké sněmovny PČR v roce 2013 kandidovala ze čtvrtého místa ve Středočeském kraji za TOP 09 a byla zvolena. Vzhledem k zisku mandátu poslankyně rezignovala v polovině února 2014 na post zastupitelky Středočeského kraje. Jako poslankyně se v reakci na uprchlickou krizi neúspěšně pokoušela prosadit, aby ve školském zákoně bylo mezi vzdělávacími cíli zahrnuto i „pochopení a osvojení evropských kulturních hodnot a tradic vycházejících z duchovního odkazu antiky, křesťanství a humanismu“.
Ve volbách do Poslanecké sněmovny PČR v roce 2017 měla původně kandidovat na 15. místě kandidátky TOP 09 ve Středočeském kraji. Z kandidátky ale Nováková odstoupila s tím, že původně vstupovala do strany, která je konzervativní. V tiskové zprávě také uvedla, že za dané politické a společenské situace považuje za prospěšnější věnovat se nadále tématům evropské kulturní identity než boj o setrvání ve vysoké politice. Těsně před parlamentními volbami v roce 2017 vystoupila z TOP 09 a podpořila KDU-ČSL.
V komunálních volbách v roce 2018 obhájila post zastupitelky, když kandidovala jako nestranička (nominována hnutím STAN) na společné kandidátní listině Pirátů a STAN. Ve volbách do Evropského parlamentu v roce 2019 kandidovala na 8. místě kandidátky KDU-ČSL jako nestranička (společná kandidátka menších stran podporujících KDU-ČSL – Koruny České, Konzervativní strany, SNK Evropských demokratů a Sdružení pro místní správu) a spolu s Danielem Hermanem a Petrem Krátkým byla jednou z několika monarchistů na společné kandidátce, ale nebyla zvolena. Je předsedkyní spolku Středoevropská inspirace, který veřejně vystupuje proti přijetí Istanbulské úmluvy.
V komunálních volbách v roce 2022 neúspěšně kandidovala do Zastupitelstva města Brandýs nad Labem-Stará Boleslav z posledního 21. místa kandidátky subjektu „VY JSTE MĚSTO“ (tj. STAN, KDU-ČSL a TOP 09).
Ve volbách do Poslanecké sněmovny PČR v roce 2021 kandidovala jako nestranička za KDU-ČSL na 8. místě kandidátky koalice SPOLU (tj. ODS, KDU-ČSL a TOP 09) ve Středočeském kraji. Vlivem 7 956 preferenčních hlasů se stala poslankyní.
V rámci hlasování o návrhu vlády, aby děti mladší dvou let mohly chodit do školek či dětských skupin bez omezení, přišla společně se stranickou kolegyní z KDU-ČSL Romanou Bělohlávková s protinávrhem, který by naopak docházku výrazně omezil. Omezení docházky na 92 hodin měsíčně by dle obou poslankyň mělo platit pro všechny děti nejen do dvou, ale až do tří let. Nováková s Bělohlávkovou argumentovaly tím, že stát rodičovský příspěvek vyplácí proto, aby rodiny o dítě pečovaly osobně, a že je to tak pro dítě nejlepší. Návrh rozpoltil lidovecký klub i vládní koalici.
V roce 2024 se postavila proti deklaraci, že tělesné tresty jsou nepřijatelné. V červenci 2025 informoval server Seznam Zprávy, že Nováková již deset let spolupracuje s organizací, která je napojená na munistickou sektu.
Ve sněmovních volbách v roce 2025 kandiduje z 8. místa kandidátní listiny koalice SPOLU ve Středočeském kraji.